# إريك برات
اريك برات (بالإنجليزية: Eric Pratt)‏ هو سياسي أمريكي، ولد في 23 يناير 1964. حزبياً، نشط في الحزب الجمهوري لمينيسوتا ‏ والحزب الجمهوري. وقد انتخب عضو مجلس ولاية مينيسوتا.

## وصلات خارجية
- الموقع الرسمي